# كوت واست
كوت واست (بالفرنسية: Côte Ouest)‏ تعني الساحل الغربي أسبوعية جزائرية تصدر باللغة الفرنسية. أسبوعية شاملة يديرها عبد القادر بن سحنون

## وصلات خارجية
- معلومات عن أسبوعية كوت واست من موقع بوابة الصحافة الجزائرية.